# Calligonum santoanum
Calligonum santoanum är en slideväxtart som beskrevs av Evgenii Petrovich Korovin. Calligonum santoanum ingår i släktet Calligonum och familjen slideväxter. Inga underarter finns listade i Catalogue of Life.